# Kammu (kejsare)
Kammu  (光仁天皇, Kammu-tennō), född 735, död 806, var regerande kejsare av Japan mellan 781 och 806. 